# فیزیولوژی دستگاه بینایی
دستگاه بینایی سیستمی پیچیده متشکل از چشم، عصب بینایی و قشر بینایی مغز است که امکان دریافت، پردازش و تفسیر محرک‌های نوری را فراهم می‌کند. این سیستم از طریق فرایندهای اپتیک زیستی، نوروبیولوژی و پردازش شناختی عمل می‌کند.

## ساختار و عملکرد

### اجزای کلیدی
- قرنیه: مسئول ۷۰٪ قدرت انکساری چشم[۱]
- عدسی: تطابق بینایی (Accommodation) با تغییر انحنا
- شبکیه: شامل ۱۵۰ میلیون سلول گیرنده نوری (۱۲۰ میلیون میله، ۶ میلیون مخروط)
- لکه زرد (ماکولا): منطقه حداکثر حدت بینایی با تراکم ۲۰۰٬۰۰۰ مخروط در میلی‌متر مربع[۲]

### فرایند بینایی
۱. شکست نور: نور پس از عبور از قرنیه و عدسی در صفحه کانونی شبکیه متمرکز می‌شود  
۲. تبدیل نور به سیگنال عصبی: فعال شدن رودوپسین در میله‌ها و فتوبسین در مخروط‌ها  
۳. پردازش اولیه: ادغام سیگنال‌ها در سلول‌های دو قطبی و سلول‌های گانگلیونی  
۴. انتقال به مغز: عصب بینایی با ۱.۲ میلیون آکسون سیگنال‌ها را به جسم زانویی جانبی (LGN) منتقل می‌کند

## سنجش عملکرد
| پارامتر | روش اندازه‌گیری | مقادیر طبیعی | حدت بینایی | نمودار اسنلن | ۲۰/۲۰ (۶/۶ متر) | میدان بینایی | پری متری | ۱۳۵° عمودی، ۲۰۰° افقی | فشار داخل چشمی | تونومتری | ۱۰-۲۱ mmHg |

## عضلات کره چشم
شش عضله خارج چشمی حرکات دقیق کره چشم را کنترل می‌کنند:
| عضله             | عملکرد               | عصب مغزی            |
| ---------------- | -------------------- | ------------------- |
| عضله راست بالایی | حرکت به بالا و داخل  | عصب اکلوموتور (III) |
| عضله راست پایینی | حرکت به پایین و داخل | عصب اکلوموتور (III) |
| عضله راست داخلی  | حرکت به داخل         | عصب اکلوموتور (III) |
| عضله راست خارجی  | حرکت به خارج         | عصب ابدوسنس (VI)    |
| عضله مایل بالایی | چرخش به پایین و خارج | عصب تروکلئار (IV)   |
| عضله مایل پایینی | چرخش به بالا و خارج  | عصب اکلوموتور (III) |

### هماهنگی حرکتی
- همگرایی: همکاری عضلات راست داخلی دو چشم برای تمرکز روی اجسام نزدیک[۵]
- حرکات ساکادیک: هماهنگی دقیق برای تغییر سریع میدان دید (تا ۷۰۰ درجه/ثانیه)

### اختلالات شایع
- استرابیسم (انحراف چشم) - شیوع ۲-۴٪ کودکان[۶]
- نیستاگموس (حرکات غیرارادی چشم)
- فلج عصبی ناشی از آسیب به اعصاب III، IV یا VI

## اختلالات شایع
- عیوب انکساری:

```
 - 
میوپی
 (۲۹٪ جمعیت جهانی)
[
۷
]
  
 - 
هایپروپی
 (۱۳٪ بالغین)  
```

- بیماری‌های شبکیه:

```
 - 
رتینوپاتی دیابتی
 (۳۴٪ بیماران دیابتی)  
 - 
دژنراسیون ماکولا
 (۸.۷٪ افراد بالای ۵۵ سال)
```